# Nalovardo
Nalovardo (umesamiska Nálluovárdduo) är ett lågfjäll som når upp till 762 m ö.h. i Sorsele kommun, ca 20 km norr om huvudorten Sorsele.
Kring berget är ett naturreservat avsatt. Det är 4 900 hektar stort och skyddat sedan 1992/1995. Det är beläget 15 km norr om Sorsele mellan Laisälvens och Vindelälvens dalgångar. Här finns både urskogsliknande granskog och myrmarker. Bland växterna kan rostull nämnas.

## Skidanläggning
På berget finns också en skidanläggning. Den har 14 nedfarter och tre liftar samt längdskidspår på 15 km. Det finns bl.a. offpist-åkning, skid- och stuguthyrning samt restaurang.